# Borókacinege
A borókacinege (Baeolophus ridgwayi) a verébalakúak (Passeriformes) rendjébe, ezen belül a cinegefélék (Paridae) családjába tartozó, 15-16 centiméter hosszú madárfaj.
Az Amerikai Egyesült Államok és Mexikó meleg, száraz, borókás területein él. Pókokkal, rovarokkal (melyeket gyakran röptükben kap el), magokkal és gyümölcsökkel táplálkozik. Üregekben és a bokrok sűrűjében fészkel. Márciustól júliusig költ. A fészekaljban 3-9 tojás lehet (leggyakrabban 4-7), melyeket többnyire a nőstény költ ki, 14-16 nap alatt. A mindkét szülő által etetett fiókák 16-21 nap alatt repülnek ki a fészekből, de még 3-4 hétig igénylik az etetést. Ősztől tavaszig a fiatal egyedek a magasabb vidékekről alacsonyabbakra költöznek.

## Alfajai
Két alfaja elismert: a B. r. zaleptus (Oberholser, 1932) az Amerikai Egyesült Államok nyugati részén (délkelet-Oregon, kelet-Kalifornia, nyugat-Nevada él, a B. r. ridgwayi (Richmond, 1902) – az Amerikai Egyesült Államok középső nyugati részén (dél-Idaho, keletre Coloradóig és nyugat Oklahomáig, délen délkelet-Arizonáig, Új-Mexikóig és nyugat-Texasig valamint Mexikó északi részéig). Ezen az alfajon belül egyes szerzők elkülönítik a B. r. plumbescens alfajt, mely sötétebb színével válik ki a délebbi területeken.

## Külső hivatkozások
- Baeolophus ridgwayi
- Baeolophus ridgwayi Archiválva 2016. február 6-i dátummal a Wayback Machine-ben
- Baeolophus ridgwayi